# Eusebio Ignacio Hernández Sola
Eusebio Ignacio Hernández Sola OAR (Cárcar, Navarra, 29 de julho de 1944) é um clérigo católico romano espanhol e bispo emérito de Taraçona.

## Biografia
Eusebio Ignacio Hernández Sola ingressou no Seminário dos Agostinianos Recoletos de Lodosa aos doze anos e completou os estudos secundários e filosóficos no Colégio da Ordem em Fuenterrabía. Fez o noviciado em Monteagudo e emitiu a profissão temporal em 30 de agosto de 1964, continuando os estudos teológicos em Marcilla, onde fez a profissão solene em 30 de agosto de 1967 e foi ordenado sacerdote em 7 de julho de 1968.
Também formou-se em Direito Canônico pela Universidade Pontifícia Comillas e em Direito Civil pela Universidade Complutense de Madrid. Após ter sido professor de Direito Canônico durante um ano no Teologado Agostiniano de Marcilla, de 1974 até sua nomeação esteve ao serviço da Santa Sé na Congregação para os Institutos de Vida Consagrada e as Sociedades de Vida Apostólica, sendo Chefe de Gabinete a partir de 1995.
Papa Bento XVI nomeou-o Bispo de Taraçona em 29 de janeiro de 2011. O secretário da Congregação para os Bispos e do Colégio Cardinalício, Dom Manuel Monteiro de Castro, o sagrou em 19 de março do mesmo ano, no Real Monasterio de Santa María de Veruela; os co-consagradores foram cardeal Francisco Alvarez Martínez, Arcebispo-emérito de Toledo, e Dom Renzo Fratini, Núncio Apostólico na Espanha e Andorra.
O Papa Francisco aceitou sua renúncia em 28 de junho de 2022.

Eusebio Ignacio Hernández Sola é Cavaleiro Comendador Grande-Oficial da Ordem Equestre do Santo Sepulcro de Jerusalém e Prior da Província de Aragão.